# Браун, Сильвия
Си́львия Бра́ун (англ. Sylvia Browne), урождённая Сильвия Селеста Шумейкер (англ. Sylvia Celeste Shoemaker; 19 октября 1936, Канзас-Сити, штат Миссури, США — 20 ноября 2013) — американская писательница, медиум и гипнотерапевт. Сильвия несколько раз участвовала в шоу «Larry King Live», была еженедельным гостем «The Montel Williams Show», и проводила свои часовые программы на «Radio Hay House», обсуждая паранормальные вопросы и давая советы слушателям как экстрасенс. Её прогнозы и предсказания будущего вызвали многочисленные споры, а информация Сильвии о подробностях преступлений, предоставленная пострадавшим и полиции с целью помощи в раскрытии уголовных дел, была анализирована критиками в проведённом исследовании и не подтвердилась. Сильвия вместе со своим парапсихологическим центром «Nirvana» в течение сорока лет проводила исследования о клеточной памяти и влиянии прошлых жизней на здоровье человека посредством регрессивного гипноза. Браун является автором десятков книг на духовные темы, таких как «Приключения экстрасенса», «На другую сторону и обратно», «Совершенствование души», «Прошлые жизни и ваше здоровье», ставшие бестселлерами в США.
В 1986 году в Калифорнии ею была основана церковь, известная как общество «Novus Spiritus». Члены «Novus Spiritus» исповедуют «гностическое христианство» и утверждают, что следуют тем же традициям и учениям, которым следовал сам Иисус, но учение «Новус Спиритус» не находится в противоречии с доктринами буддизма, иудаизма, ислама и индуизма.
В 1992 году Сильвия Браун была признана виновной в инвестиционном мошенничестве, хищениях и махинациях с ценными бумагами.

## Биография
Сильвия Браун, урождённая Сильвия Шумейкер, выросла в Канзас-Сити, штат Миссури, США.
Её отец был евреем и работал в компании по продаже ювелирных изделий и как вице-президент крупной линии грузовых перевозок. Её мать состояла в епископальной церкви, а её бабушка Ада была набожной лютеранкой.
Браун говорит, что её видения начали появляться в возрасте пяти лет, и что её бабушка Ада, которая имела способности медиума, объясняла их значение. Браун начала давать свои экстрасенсорные чтения в 1974 году и привлекла к себе как сторонников, так и недоброжелателей. Она провела тысячи экстрасенсорных чтений используя регрессивный гипноз как с широким спектром групп, так и с отдельными лицами. В 2008 году она брала 850 долларов за 20-30 минут чтений по телефону.
В апреле 2008 года Сильвия Браун запустила свой сайт, который включает в себя статьи, публикации в блоге, и видео.
21 марта 2011 года Браун перенесла обширный инфаркт на Гавайях и её веб-сайт попросил сторонников Сильвии перечислить пожертвования для своей церкви. В мае 2003, в интервью Ларри Кингу она сообщила, что умрёт, когда ей будет 88 лет.
Сильвия Браун была замужем за Gary Dufresne с 1959 по 1972 год. В то время, она переехала в Канзас-Сити, штат Миссури, США. Сильвия получила фамилию Браун от Kenzil Dalzell Brown в третьем из пяти её браков, который длился до 1992 года. В сентябре 2002 года она и Ларри Ли Бек расторгли свой брак.
14 февраля 2009, Браун вышла замуж за владельца ювелирного магазина, которого она называет «Майкл, мой архангел». На своём официальном сайте Сильвия утверждает, что её сын Кристофер унаследовал её экстрасенсорные способности, и связывает это с генетической предрасположенностью.

### Правовые вопросы и судимости
В 1992 году Браун и её бывший муж Kenzil Dalzell Brown были обвинены по нескольким статьям в хищениях, инвестиционном мошенничестве, махинациях с ценными бумагами предприятия по добыче золота и заключены в тюрьму на 21 день.
Их дело слушалось в Верховном суде округа Санта-Клара, в Калифорнии. Высший суд округа Санта-Клара, штат Калифорния, обнаружил, что Браун и её муж продали ценные бумаги в золотодобывающих предприятий под ложным предлогом.
По крайней мере в одном случае, пара утверждала, что их $ 20.000 инвестиций будут использоваться непосредственно на эксплуатационные расходы. Вместо этого, деньги были переведены на счёт их Фонда психических исследований Nirvana.
Браун признала себя в мошенничестве с ценными бумагами и была осуждена за воровство в Санта-Кларе, штат Калифорния, 26 мая, 1992.
Сильвия и её бывший муж должны были вернуть украденные деньги, получили один год условно каждый и по 200 часов общественных работ.
В то время, Сильвия Браун использовала фамилию своего третьего мужа. Но, чтобы выйти из тюрьмы Браун развелась и изменила своё имя, добавив к нему одну букву.
Другой скандал разгорелся вокруг Браун, после того как она, вместе со своим сыном и служащими «церкви» Novus Spiritus, были пойманы с поличным и вынуждены были признаться в том, что продавали своим прихожанам ювелирные изделия с цирконами (фианит), выдавая их за бриллиантовые.

## Предсказания
Сильивия Браун сделала много громких заявлений и предсказаний. Джеймс Рэнди убеждён, что их точность не превышает интуитивные предчувствия.
Прогнозы
Среди её прогнозов были:
- Билл Клинтон был ложно обвинён в скандале с Моникой Левински. Однако позже Клинтон сам признался в этом на суде.
- Джордж Буш-старший победит Билла Клинтона в 1992 году на президентских выборах. Произошло с точностью наоборот.
- Билл Брэдли победит на президентских выборах в 2000 году. Однако президентом стал Джордж Буш-младший.
- Саддам Хусейн и Усама бен Ладен прятались в горах в Ираке. Однако Хусейн был найден в 2003 году во дворе дома в деревне недалеко от Тикрита, родного города, а Усама бен Ладен скрывался в особняке в Абботтабад, Пакистан.
- Усама бен Ладен был мертв. ЦРУ позже сообщили, что он был ещё жив на тот момент, а затем его убили в 2011 году.
- Майкл Джексон будет признан виновным в 2005 году в растлении несовершеннолетних. Джексон был оправдан судом по всем пунктам обвинения.
- К концу 1999 года будет найдено лекарство от рака молочной железы.
- В 1999 году Папа Иоанн Павел II был болен и может умереть. Хотя папе было 79 лет, уже год он был здоров и совершил несколько поездок за границу, и в Италии в августе выпустил свой альбом «Abba Pater».
- Браун появилась на шоу Ларри Кинга, за восемь дней до атак 11 сентября 2001, но когда случилось то страшное событие, её спросили, почему она не предсказала заранее такую масштабную трагедию, как могла её «не увидеть». Сильвии нечего было на это ответить, а посетив место нью-йоркской трагедии, она заявила, что «не почувствовала, что кто-нибудь здесь страдал», чем вызвала бурю возмущения общественности.
- В телевизионном шоу «The Montel Williams Show’s New Years Predictions» Сильвия предсказала, что Брэд Питт и Дженнифер Энистон обзаведутся детьми, но у пары никогда так и не было детей, и они разошлись в 2005 году.

Будущее
Сильвией была сделана масса предсказаний на будущее:
1. Рак будет побеждён.
2. Сегодняшние машины заменят электромобили, которые смогут передвигаться по воде так же, как и по суше.
3. Стоматологи научатся безболезненно удалять зубы — методом всасывания, с немедленной заменой на новый зуб.
4. Детей будут рожать только в воде, с музыкой, ладаном, и зелёным цветом.
5. Люди смогут просто покидать своё тело в преддверии физической смерти.
6. В Америке больше не будет президентства; наше правительство возвратится к греческой структуре Сената.
7. Не будет и Папы Римского, только триумвират Римских пап — на местах католических общин.
8. Мир на Ближнем Востоке будет восстановлен только к 2050 году.
9. Западное Побережье уйдёт под воду в 2026 году.
10. Восточное побережье также частично окажется под водой.
11. Цунами уничтожат большую часть Японии.
12. Гавайские острова превратятся в часть большого нового континента.
13. Атлантида начнёт показываться над водой к 2023 году и станет полностью видимой к 2026 году.
14. Инопланетяне проявят себя в 2010 году. Они снова научат нас использовать антигравитационные устройства, как когда-то сделали это при строительстве пирамид.

## Критика
В нескольких американских газетах появились сообщения о её ложных пророчествах. По американскому телевидению неоднократно обсуждался один из самых известных случаев пропажи ребёнка John Akers, где Браун обвиняли в мошенничестве после того как она сказала, что он умер, и что его тело найдут в кустах. Через несколько дней мальчик был найден в квартире друга живым.
Браун неоднократно заявляла, что всегда работает с полицией и ФБР как детектив-экстрасенс, но, согласно «Словарю Скептиков», в 21 из 35 случаев детали происшествий, которые передавала Браун, были слишком расплывчаты, чтобы можно было проверить их точность, а остальные 14 не играли полезную роль в расследованиях.

Джанет Макдональд, автор книг для молодых людей, описывает свой опыт получения экстрасенсорного чтения по телефону, который у Браун стоит $ 700 (за 20 минут). Браун предсказала «действительно долгую жизнь» для McDonald, которая умерла от рака в возрасте 53 лет, четыре года спустя.
Ryan Shaffer и Agatha Jadwiszczok для «Skeptical Inquirer» провели подробные трёхлетние исследования её предсказаний о пропавших без вести лицах и делах об убийствах, и обнаружили, что, несмотря на неоднократные заявления Сильвии о правильности озвученных ею фактов, более чем в 85 % случаях, «Браун ни в одном случае не была даже близка к действительности». Авторы исследования предсказаний Браун собрали её телевизионные заявления о лицах пропавших без вести и делах об убийствах (115 случаев), и сравнили их с источниками. Они обнаружили, что в 25 случаях, когда фактический результат был уже известен, она была совершенно неверна в каждом, а в остальных, где конечный результат неизвестен, её предсказания не могут быть обоснованы. Исследование показывает, что СМИ, которые неоднократно содействовали работе Браун, совершенно не беспокоятся о том, что она является ненадёжным источником, вредит людям и мешает ходу расследования.

### Браун vs. Рэнди
Джеймс Рэнди, известный своим агрессивным настроем «против всех лженаучных явлений, лжепророков и лжепрорицателей», не раз вступал в открытое единоборство с Сильвией Браун.
В прямом эфире на шоу Ларри Кинга, он предложил Сильвии миллион долларов за то, что та сумеет доказать наличие у себя паранормальных способностей. В марте 2004 года их вражда была явлена на популярной радио-программе «Paul Harris Show» (St. Louis), где Рэнди обвинил её во лжи.
 Несмотря на то, что Сильвия во всеуслышание приняла вызов Джеймса Ренди, она продолжала уклоняться от испытания вплоть до своей смерти.

## Книги, телевидение и радио
Браун является автором десятков книг о паранормальных и духовных явлениях, в том числе «На другую сторону и обратно», «Приключения экстрасенса», «Совершенствование души», «Прошлые жизни и ваше здоровье», «Астрология глазами экстрасенса», «Самые невероятные чудеса света».
В своих книгах Браун обсуждает, как люди могут улучшить свою жизнь и быть более любящими по отношению к другим людям и другим живым существам. Браун пишет, что сущность Божия включает в себя мужское и женское начало, Ом и Аджна соответственно. Она заявляет, что Бог любит всех людей и живых существ одинаково, независимо от их религиозных или духовных убеждений, и атеистов.
Браун была частым гостем на американском телевидении и радио-программах, в том числе «Larry King Live», «The Montel Williams Show», а также «Coast to Coast AM». Во время этих выступлений, она обычно обсуждает свои способности с ведущим, а затем отвечает на вопросы аудитории и звонки телезрителей. Браун проводит своё часовое шоу на «Radio Hay House», обсуждая «экстрасенсорные вопросы» и давая советы слушателям в роли медиума.

## Шоу Монтель Уильямс
Браун была еженедельным гостем на шоу Монтель Уильямс на протяжении многих лет. В эпизодах, известных как «среда Сильвии», она отвечала на вопросы зрителей по поводу здоровья, любви и финансов, а также давала информацию о погибших или пропавших без вести родственниках. В 2000 году Brill’s Content рассмотрел десять последних программ шоу, и работу Браун как детектива-экстрасенса: из 35 в 21 случае детали были слишком расплывчаты, чтобы быть проверенными. Об оставшихся 14, правоохранительные органы и члены семей пострадавших утверждают, что Браун не предоставила им никакой полезной информации.
- В 2002 году на шоу Браун сказала Gwendolyn Krewson, что её дочь Holly, которая считалась пропавшей без вести в течение семи лет, живёт в Голливуде, штат Калифорния и работает в качестве экзотической танцовщицы в ночном клубе. В 2006 году, стоматологические записи были использованы для положительной идентификации её тела, найденного в 1996 году в Сан-Диего, Калифорния[3].
- Браун заявила, что Райан Катчер, девятнадцати лет, который исчез ночью в ноябре 2000 года в штате Иллинойс, был убит, и может быть найден в шахте в нескольких километрах от его дома. Катчер позже был найден в своём грузовике в пруду в штате Иллинойс и умер от утопления[27].
- В 1999 году Браун сказала Audrey Sanderford, что её шестилетняя внучка Opal Jo Jennings была похищена из Tarrant County, Texas, увезена в Японию в " рабство « и находится в городе, который называется» Kukouro «или» Kukoura ", но такой город не существует в Японии. В августе того же года Richard Lee Franks был арестован и обвинён в похищении Jennings и убийстве, и был осуждён в следующем году. Останки Jennings были найдены в декабре 2003 года, а вскрытие показало, что она умерла от травмы головы в течение нескольких часов после похищения.
- В 2002 году Браун рассказала дочери Lynda McClelland’s, что их мать была похищена человека с инициалами «MJ» и находится в Орландо, штат Флорида, и что она была ещё жива. Тело McClelland было найдено и похоронено менее чем в двух милях от её дома в Пенсильвании. Преступника поймали и осудили за убийство, это был David Repasky, зять McClelland-ов. Он присутствовал на экстрасенсорном чтении.
- В 2003 году Браун заявила, что одиннадцатилетний Shawn Hornbeck был похищен очень высоким мужчиной с длинными чёрными дредами на синем седане, и что его тело может быть найдено вблизи двух крупных, зазубренных валунов в лесистой местности примерно в 20 милях к юго-западу от Richwoods. Hornbeck был найден живым четыре года спустя. Он был похищен белым мужчиной с короткими каштановыми волосами, который увёз его на маленьком белом пикапе Nissan.

29 декабря 2009 года в амфитеатре Gibson в Universal Studios Los Angeles, скептик и менталист Марк Эдвард подошёл к микрофону с вопросом к Сильвии Браун и сказал, что он слышал голоса в своей голове, они давали ему имена .. . Opal Jo Jennings… Terrence Farrell…Holly Krewson и Sago Miners (имена умерших людей, обстоятельства смерти которых она неверно озвучила в шоу). Браун не смогла определить, что он лжёт и объяснила, что эти голоса были его духовными наставниками.

### Премии
В августе 2007 года Шоу Монтель Уильямс было награждено «Действительно ужасной телевизионной премией» (англ. The Truly Terrible Television Award, TTTV) за торговлю лженаукой и суеверием за каждый эпизод, в котором участвовала Сильвия Браун.

## Сайты скептиков
- MyWeb.Tiscali.co.uk(список предсказаний Сильвии Браун, с колоннами «истина» и «ложь», на английском языке).
- FoxNews.com («TV Psychic Misses Mark on Miners», 2006; на английском языке).
- Salon.com (Скептики о С.Браун, на английском языке).